# مشروعية القنب الهندي حسب الولاية القضائية الأمريكية
في  الولايات المتحدة يعد تعاطي المرجوانا وحيازته لأي غرض غير قانوني بموجب القانون الاتحادي، تحت قانون المواد الخاضعة للرقابة لعام 1970، يصنف القنب باعتباره مادة من المواد ذات الفرص العالية لإساءة الاستخدام مع عدم وجود استخدام طبي مقبول ٬ وبالتالي مُنع حتطبياً كدواء على مستوى الولايات  ، ومع ذلك فإن السياسات المتعلقة بالاستخدام الطبي والترفيهي للقنب تختلف اختلافاً كبيراً، وتتعارض في العديد من الولايات بشكل كبير مع القانون الاتحادي.
الاستخدام الطبي للقنب قانوني (بتوصية من طبيب) في 31 ولاية ومقاطعة كولومبيا وأراضي غوام وبورتوريكو. هناك خمس عشرة ولاية أخرى لديها قوانين تحد من محتوى رباعي هيدرو كانابينول THC ، وذلك لغرض السماح بالوصول إلى المنتجات الغنيّة بالكانابيديول (CBD) وهو مكون غير ذي تأثير نفساني من القنب.  وعلى الرغم من أن القِنَّب يظل مخدراً من الدرجة الأولى، إلا أن تعديل Rohrabacher-Farr يحظر المقاضاة الفدرالية للأفراد الملتزمين بقوانين القنّب الطبي في الولاية.
الاستخدام الترفيهي للقنّب قانوني في 9 ولايات (ألاسكا وكاليفورنيا وكولورادو وماين وماساتشوستس ونيفادا وأوريجون وفيرمونت وواشنطن) بالإضافة إلى مقاطعة كولومبيا ، ويتم تجريمه في 13 ولاية أخرى بالإضافة إلى جزر العذراء الأمريكية. ويسمح بالتوزيع التجاري للقنب في جميع الولايات القضائية التي تم إضفاء الشرعية على القنب فيها باستثناء فيرمونت ومقاطعة كولومبيا. قبل كانون الثاني / يناير 2018 أعطت (مذكرة كول) بعض الحماية ضد إنفاذ القانون الفيدرالي في الولايات التي شرعت للقنّب، ولكن تم ابطالها من قبل المدعي العام جيف سيشنز.
يوجد حاليًا ثلاثة عقاقير شبيهة بالقنب (Marinol، Syndros، Cesamet) يمكن وصفها طبياً وفقًا للقانون الفيدرالي. لا يمكن وصف عقار الكانابيديول بشكل قانوني (كما هو الحال مع أنواع القنب الهندي المصنع بالكامل)، نظرًا لأن إدارة مكافحة المخدرات تعتبره عقارًا من الصنف الأول. وعلى الرغم من ذلك، يقوم عدد من تجار التجزئة عبر الإنترنت ببيع منتجات كانابيديول إلى جميع الولايات الخمسين، مدعين أن هذه المنتجات مشتقة من نباتات القنب الصناعي وبالتالي فهي قانونية. لم تتخذ الحكومة الفيدرالية حتى الآن إجراءات ضد تجار التجزئة هؤلاء.